# 音羽町
音羽町（おとわちょう）は、愛知県の南東部、宝飯郡にあった町である。現在の豊川市赤坂町、長沢町、萩町に該当する。
江戸時代には、東海道の宿場町として栄え、慶応4年（1868年）には三河県の県庁所在地となった。
2008年1月15日、豊川市に編入したため消滅した。

## 地理

### 地形
音羽町は東西9.60 km、南北5.78 kmで、東北東から西南西に細長く延びる形状をなしていた。標高300〜400mの山地が町域の7割以上を占めていた。
町内の代表的な山は宮路山である。標高では東端に聳える額堂山 (420.4m) や観音山 (413.3m) の方が上であるが、古い文献にも名が記され、遊歩道の整備もなされている宮路山の方が知名度は高い。
主な河川は、音羽川と山陰川である。音羽川は町の北西部から南部にかけて流れ、御津町を通過して三河湾に注ぐ。山陰川は町の北東部から南部にかけて流れ、町南端で音羽川と合流する。山地の多い本町にあって、これら2河川の流域は盆地として開けており、道路網や住宅街を形成している。
音羽川の河谷沿いには、「音羽川断層」と呼ばれる断層が存在する。これは名鉄名古屋本線の美合駅付近から同御油駅付近に至る約14kmの区間を通る断層である。『岡崎市史』では、並行して走る2本の断層の総称として同断層を捉え、「御油断層」と呼んでいる。同様に、山陰川沿いにも断層線が走っており、上流部のいくつかの地点では露頭を見ることができる。
- 主な山: 京ヶ峰、宮路山、城山、額堂山、観音山
- 主な河川: 音羽川、山陰川

### 気候
太平洋側気候に属し、比較的温暖な気候である。ただし冬場（12月〜3月頃）の最低気温に関しては、摂氏0度を下回るのが一般的である。
|               | 1月  | 2月  | 3月   | 4月  | 5月   | 6月   | 7月   | 8月  | 9月   | 10月  | 11月 | 12月 | 年平均気温、 年合計降水量 |
| ------------- | ---- | ---- | ----- | ---- | ----- | ----- | ----- | ---- | ----- | ----- | ---- | ---- | ------------------------- |
| 最高気温（℃） | 13.7 | 14.8 | 18.7  | 29.9 | 28.1  | 34.7  | 34.6  | 35.4 | 33.6  | 29.9  | 22.4 | 13.8 | 25.8                      |
| 最低気温（℃） | -1.1 | -2.3 | -0.1  | 2.5  | 9.7   | 15.9  | 20.1  | 21.0 | 16.4  | 10.1  | 4.1  | -1.9 | 7.9                       |
| 平均気温（℃） | 5.5  | 5.8  | 8.5   | 15.2 | 18.6  | 23.6  | 26.4  | 28.0 | 25.3  | 19.4  | 12.4 | 4.4  | 16.1                      |
| 降水量（mm）  | 23.0 | 58.0 | 117.0 | 59.0 | 105.0 | 122.0 | 247.0 | 82.5 | 102.5 | 169.5 | 19.5 | 3.5  | 1,108.5                   |

### 都市計画
音羽町は、全域が都市計画区域内にあった。市街化区域は174haで、行政区域全体の5.9%。残り94.1%を市街化調整区域が占めていた。詳細は以下のとおり。
| 区分                     | 面積(ha) | 建蔽率(%) | 容積率(%) |
| ------------------------ | -------- | --------- | --------- |
| 第一種低層住居専用地域   | 24       | 50        | 100       |
| 第一種中高層住居専用地域 | 3        | 60        | 150       |
| 第一種住居地域           | 89       | 60        | 200       |
| 近隣商業地域             | 3        | 80        | 200       |
| 準工業地域               | 11       | 60        | 200       |
| 工業地域                 | 24       | 60        | 200       |
| 工業専用地域             | 20       | 60        | 200       |
| 市街化調整区域           | 2,791    | 60        | 200       |

音羽町における都市計画区域・用途地域の変遷は以下のとおり。
- 1969年12月24日 - 都市計画区域を最終決定
- 1970年11月24日 - 市街化区域・市街化調整区域の範囲を決定
- 1971年2月15日 - 用途地域を最終決定
- 1978年9月1日 - 赤坂台を市街化区域に編入
- 1986年5月2日 - 長沢金山地区及び会下山地区の用途を変更
- 1990年12月26日 - 萩企業団地を市街化区域（工業専用地域）に編入

### 地名
「音羽町」の名は、町内を通る主要河川・音羽川から採った。
音羽町は、大きく4つの地域に分けられる。後述するように、当町は赤坂町、長沢村、萩村の3町村の合併により成立した。以後、これら3町村の名は大字名として残り、各区域は財産区や消防団の構成単位となった。のちに「三河赤坂台団地」が町中央部（赤坂・萩の一部分）に造成されると、団地内の住所表示は「音羽町赤坂台」に改められた。
町廃止後の住所表示は、「大字」の代わりに「町」が挿入され、「字」は削除されることとなった。旧音羽町役場（現・豊川市音羽庁舎）の住所を例にとると、「音羽町大字赤坂字松本250番地」から「豊川市赤坂町松本250番地」に改められた。ただし赤坂台地区内の住所表示は、「音羽町赤坂台○○番地」から「豊川市赤坂台○○番地」となった。
「音羽町大字音羽」は無かったため、合併後の豊川市内の町丁に「音羽町」は無い。但し、複数町内会を総括する連区名として「音羽連区」が存在する。

### 隣接した自治体
- 岡崎市（北部に隣接）
- 豊川市（東部・南東部に隣接）
- 蒲郡市（南西部に隣接）
- 宝飯郡御津町（南部に隣接）

## 歴史

### 古代
音羽町内では旧石器時代の遺物は発見されていないが、縄文時代や弥生時代には人類が居住していたらしく、萩字中林（現・豊川市萩町中林）で石斧や石鏃が出土している。ただし、貝塚は音羽町内では見つかっていない。
弥生時代には銅鐸も多く作られたが、音羽町内では存在が確認されていない。尾張藩の岡田挺之が編纂した『秉穂録』に、赤坂出身の人物が3つの銅鐸が発掘されたのを見た旨が記録されているのみである。
赤坂字東山（現・豊川市赤坂町東山）や長沢の毘沙門山では古墳群の存在が確認されており、須恵器や金環が出土した。萩字下林（現・豊川市萩町下林）には下林古墳があり、横穴式石室奥の壁面が現存する。

### 古代の宿駅
古代律令国家は五畿七道と呼ばれる行政区画を採用し、それぞれの道と都を結ぶ同名の主要幹線には駅家（うまや）と呼ばれる宿駅を置いた。音羽町地域は行政区分としては東海道に属し、幹線道路としての東海道も通過していた。
伊場遺跡から出土した木簡には「宮地駅家」の名が記されている。この駅家の位置は必ずしも特定されていないが、宮路山山麓には宮道天神社（みやじてんじんしゃ）の拝殿が位置し、この拝殿の所在地が「宮路」であることから、この付近に宮地駅家が存在した可能性もある。
この頃の東海道は江戸時代の東海道とは経路が異なり、宮路山を通過するのが一般的であった。菅原孝標女は宮路山を超えた時の様子を、「あらしこそ 吹きこざりけれ 宮ぢ山 まだ紅葉ばの 散らでのこれる」と『更級日記』に綴っている。また、鎌倉時代に書かれた『東関紀行』には、「矢矧といふ所を出でゝ、宮路山越え過ぐる程に、赤坂といふ宿あり」との記述がある。他に、『海道記』や『十六夜日記』などからも、当時の様子を窺い知ることができる。

### 長沢松平家
音羽町西部に位置する長沢は、戦国時代には長沢松平家（松平氏の分家）の所領となった。一族の祖は松平信光（松平氏第3代当主）の子・親則で、長沢城を居城とした。第8代当主松平康直（松平康忠の子）は早世し、その養子松千代（徳川家康の七男）も幼くして死亡した。同じく康直の養子となった松千代の同母兄である松平忠輝（家康の六男）は1616年、徳川秀忠から改易を命ぜられる。これをもって長沢松平家は一旦断絶した。
康忠はこれに先立ち、娘と松平忠直との間に生まれた直信を自分の養子とすることにより、一応血筋を残していた。その後も一族は幕府に対して御家再興を幾度も求めたが、埒が明かなかった。しかし直信の孫・親孝が申上書を江戸城の大手門前に放置するという挙に出たことを契機として、ようやく長沢松平家を再び認知する特許が下された。再興後は碧海郡中根村に土地を与えられたが、先祖累代の所領である長沢の地への換地を願い出て、認められた。

### 赤坂宿
江戸時代には、東海道の赤坂宿があった。赤坂宿の旅籠には多くの飯盛女が在籍し、「ごゐや赤坂吉田がなけりゃ なんのよしみに江戸がよひ」（中野得信『山家鳥虫歌』）などと詠われた。1718年、幕府は飯盛女の人数を旅籠一軒当たり2人に制限したが、そうした命令はしばしば破られた。
参勤交代制の確立に伴い、諸街道の宿駅には本陣が置かれた。交通量の増大は人馬の不足を招き、宿駅近郊ではこれを解消するため、多数の助郷村が生まれた。赤坂宿にも本陣や助郷村が存在した。
御油宿と赤坂宿の駅間距離は16町（約1.75km）と、東海道の宿駅の中で最も短かった。関川神社には、松尾芭蕉の俳句「夏農月 御油よ季いてゝ 赤坂や（夏の月 御油より出でて 赤坂や）」を刻んだ句碑（1893年建立）が残る。京大教授潁原退蔵の『芭蕉句集』によると、この句は夏の夜の短さを御油－赤坂間の距離の短さに喩えたものである。

### 明治・大正期
1868年、赤坂に三河県役所が設置された。同県は翌年廃止され、伊那県へ編入された。さらに1871年には、伊那県の一部が額田県に編入された。大区小区制（1872年施行）に基づき、宝飯郡は県内9大区のうち第6大区に分類され、赤坂村及び萩村は第4小区、長沢村は第6小区とされた。
1876年に上萩村、下萩村が合併して萩村が成立した。萩村は8年後に、赤坂村と共同で戸長役場を設置して連合したが、1889年に分離した。1894年6月23日、赤坂村は町制を施行して赤坂町に改組した。
明治政府は町村合併を強力に推進したが、赤坂町、萩村、長沢村の3町村は昭和20年代まで廃置分合を行わず、独立して行政運営にあたった。しかし、一部事務組合を設立して青年学校や国民健康保険直営診療所を共同経営するなど、互いに密接な関係にあった。
宿駅制は1871年に廃止された。また、1888年には東海道本線が東三河まで延伸し、翌年全通した。陸上交通の主役が鉄道に移ると東海道の利用者は減り、音羽町の地域も次第に衰微していった。しかし愛知電気鉄道（のちの名古屋鉄道）の鉄道路線が開通して、当地域も新交通手段の恩恵を受けた。また、人力車や馬車、自動車が順次普及するにつれて、道路網が全国的に整備されていった。当地域では国道1号が貫通し、舗装整備がされるに至って幹線道路としての重要性を増進させた。

### 音羽町成立
1950年代、全国的に市町村合併が進められた（昭和の大合併）。宝飯郡でも町村合併の機運が高まり、愛知県町村合併促進審議会は赤坂町、御油町、長沢村、萩村の2町2村による合併案を提示した。
上記2町2村は1953年8月に宝北自治研究会を設立（翌年11月、宝北町村合併研究会に改称）して協議を重ねたが、御油町内には豊川市との合併を望む声があり、容易に結論は出なかった。結局、1955年2月25日に御油町を除く1町2村のみで合併協議会を設立し、およそ1か月後の4月1日、正式に合併して「音羽町」となった。初代町長には、旧長沢村長の渡邊隆次が就任した。
新町成立後も、音羽町は御油町に合併を呼び掛け、「合併実現の暁には、新町の名称を御油町としてもよい」とまで譲歩した。しかし住民投票の結果、合併相手として豊川市を希望する票が音羽町を希望する票を上回ったため、御油町は豊川市との合併を選択した。

### 産業・人口構造の変化
1958年、音羽町は「音羽町の建設計画・調整計画」を策定し、農業経営の合理化によって生じた余剰労働力を第二次・第三次産業に振り向ける方針を明らかにした。
1960年、町議会は「音羽町工場設置奨励条例」を制定し、翌年東海理化電機製作所の工場誘致に成功した。1966年に操業を開始した同社の音羽工場は、雇用・財政の両面で町を大いに潤した。
1986年、東名高速道路音羽蒲郡インターチェンジと音羽蒲郡有料道路が開通した。利用台数は年々増加を続け、2000年度には音羽蒲郡ICが5,974,267台（1日平均16,368台）、音羽蒲郡有料道路が1,736,305台（1日平均4,757台）を記録した。
1970年代前半に「三河赤坂台団地」をはじめとする住宅団地を造成したことにより、町の人口は大きく増加したが、1983年の8,537人を境に漸減した。1990年代に入ると、住宅団地「グリーンヒル音羽」「サンヒル赤坂」造成後の1998年に再び増加に転じ、音羽町最後の年度である2007年度に9,000人を達成した。

### 町制廃止
2000年代に入ると、再び全国的に市町村合併の動きが広がった（平成の大合併）。宝飯郡を構成する4町（音羽町、一宮町、小坂井町、御津町）と豊川市は、2001年に合併協議会を設立して、対等合併の可能性について検討作業を始めた。それから2年余りのちの2004年2月、合併の是非を問う住民意識調査が上記1市4町で実施された。音羽町では有効票数5,299票のうち賛成が2,838票（全体の53.56%）と過半数に達した。また、豊川市は68.23%、小坂井町は53.97%と、3市町で賛成票が過半数を占めた。しかし、一宮町では賛成が44.87%、御津町では30.64%となり、反対票が賛成票を上回った。この結果を受け、1市4町の合併協議会は解散した。
その後、一宮町は独自に豊川市との合併協議を進め、2006年2月に正式合併を実現した。音羽町は、町長の任期が2008年1月に終了することから、それまでに合併を実現することを検討した。これに御津町も加わり、2007年6月に豊川市・音羽町・御津町合併協議会を設置。7か月余りのちの2008年1月15日、豊川市と合併した。ここに音羽町は廃止され、52年9か月の歴史に幕を下ろした。小坂井町も2010年2月に豊川市に編入されたため、結果的に1市4町の合併は成立したことになる。

### 年表

#### 音羽町発足前
- 702年 - 持統天皇が三河国を行幸中、宮路山を訪れたとされる
- 1190年 - 源頼朝、下向中に宮路山中で宿泊
- 1452年 - 松平康氏（松平信光の弟）、赤坂に居住
- 1458年 - 松平親則（松平信光の子）、長沢城を築城
- 1529年 - 松平清康、東三河遠征。赤坂に本陣を設置
- 1571年 - 宮道天神社の拝殿創建
- 1601年 - 東海道の赤坂宿形成
- 1634年 - 徳川家光の上洛に際し、長沢御殿建設
- 1682年 - 赤坂陣屋設置
- 1751年 - 関川神社に松尾芭蕉句碑（旧碑）建立
- 1868年
  - 6月9日 - 三河県役所、赤坂に設置
  - 9月29日 - 明治天皇、東京へ行幸中に赤坂本陣で休憩
- 1869年
  - 6月24日 - 三河県廃止、伊那県へ編入
  - 3月18日 - 明治天皇、奠都のため行幸中、赤坂本陣で休憩
- 1870年 - 赤坂牢屋、梟首場、斬首場廃止
- 1872年 - 杉森八幡社に「赤坂の舞台」造営
- 1874年
  - 1月 - 赤坂郵便役所開設。翌年1月、「赤坂郵便局」に改称
  - 赤坂高札場、赤坂見附廃止
- 1876年8月 - 上萩村、下萩村が合併、萩村発足
- 1883年7月1日 - 赤坂郵便局廃止
- 1884年 - 赤坂村と萩村が連合。戸長役場を赤坂に設置
- 1893年12月 - 関川神社に松尾芭蕉句碑（新碑）建立
- 1889年10月1日 - 町村制施行。赤坂村と萩村が分離
- 1894年6月23日 - 宝飯郡赤坂村が町制施行、赤坂町発足
- 1902年5月1日 - 赤坂町外二ケ村組合立高等小学校開校
- 1908年11月 - 萩村役場、慈恩寺から移転
- 1915年 - 赤坂町役場新築
- 1917年
  - 1月5日 - 「宮路山聖跡」碑建立
  - 11月30日 - 「長沢城址」碑建立
- 1925年4月3日 - 赤坂忠魂碑除幕式開催
- 1929年4月12日 - 萩忠魂碑除幕式開催
- 1933年4月30日 - 萩向山溜池完成
- 1937年5月6日 - 赤坂郵便局開設
- 1943年10月24日 - 赤坂町外三町村立青年学校開校
- 1945年1月13日 - 三河地震で被災
- 1953年8月8日 - 宝北自治研究会設立
- 1954年11月 - 宝北自治研究会、宝北町村合併研究会に改組
- 1955年
  - 2月25日 - 赤坂町、長沢村、萩村の各議会、町村合併促進協議会規約を議決。同日、3町による合併協議会を設置
  - 3月6日 - 赤坂町、長沢村、萩村の各議会、「町村の廃置分合について」「町村の廃置分合に伴う財産処分に関する協議について」「合併条件の協定について」を議決

#### 音羽町発足後
- 1955年
  - 4月1日 - 宝飯郡赤坂町、長沢村、萩村が合併。音羽町発足
  - 8月30日 - 第1回音羽町議会議員選挙実施
  - 8月10日 - 音羽町遺族会発足
  - 8月8日 - 音羽町社会福祉協議会発足
  - 8月16日 - 赤坂郵便局、「音羽郵便局」に改称
  - 9月2日 - 音羽町傷痍軍人会発足
  - 9月11日 - 音羽町未亡人会発足
- 1956年
  - 1月6日 - 音羽町消防団発団式開催
  - 8月10日 - 音羽町役場庁舎（2代目）新築竣功
- 1959年
  - 4月1日 - 宝飯郡御油町、豊川市と合併
  - 9月26日 - 伊勢湾台風で被災。10月1日、災害救助法の適用を受ける
- 1961年5月19日 - 音羽町商工会設立
- 1962年
  - 6月1日 - 名鉄バス萩線開通
  - 第1回町民体育祭開催
- 1963年
  - 2月21日 - 音羽町農業協同組合設立
  - 3月20日 - 音羽町森林組合設立
  - 7月10日 - 豊川宝飯衛生組合設立
- 1964年9月16日 - 音羽町、工業整備特別地域指定を受ける
- 1965年12月9日 - 音羽町花木組合設立
- 1966年4月 - 東海理化電機製作所音羽工場が操業を開始
- 1967年 - 町議会の議員定数を22から16に削減
- 1968年 - 音羽町土地改良区設立
- 1970年
  - 4月1日 - 音羽中学校と萩中学校が統合
  - 「古城団地」入居開始
- 1971年
  - 7月 - イソライト・バブコック耐火が操業を開始
  - 10月1日 - 名電赤坂駅が無人化
- 1972年 - 「会下山団地」（開発申請者：大木開発）入居開始
- 1973年11月 - 第1回音羽町文化祭開催
- 1975年
  - 4月1日 - 『音羽町誌』刊行（町制施行20周年記念事業）
  - 「三河赤坂台団地」（開発申請者：東海放送会館）入居開始
- 1976年2月9日 - 公共下水道整備工事に着手
- 1981年
  - 4月1日 - 町章、町の木・花決定
  - 4月6日 - 音羽町役場庁舎、旧赤坂小学校校舎へ移転
  - 10月1日 - 常備消防事務を豊川市消防本部へ委託
- 1982年2月 - 音羽町役場旧庁舎に「音羽町総合センター」開所
- 1985年1月 - 名鉄バス萩線廃止
- 1986年
  - 11月21日 - 東名高速道路音羽蒲郡インターチェンジ、音羽蒲郡有料道路開通式開催
- 1987年 - 音羽赤坂土地区画整理事業開始（ - 1993年）
- 1988年10月1日 - 公共下水道供用開始
- 1990年11月 - 萩工業団地（事業主体：愛知県企業庁）造成完了
- 1990年
  - 3月 - 萩工業団地に日本トレールモービル他4社が進出
  - 4月1日 - ひまわり農業協同組合設立
  - 10月4日 - 音羽町シルバー人材センター設立
- 1991年
  - グリーンセンター音羽開業
  - 第1回紅葉まつり開催
  - 第1回中学生海外派遣事業挙行
- 1992年
  - 2月4日 - 「音羽米を育てる研究会」設立
  - 3月23日 - 音羽町運動公園竣工。5月1日開園[12]

- - 10月18日 - 第1回音羽まつり開催

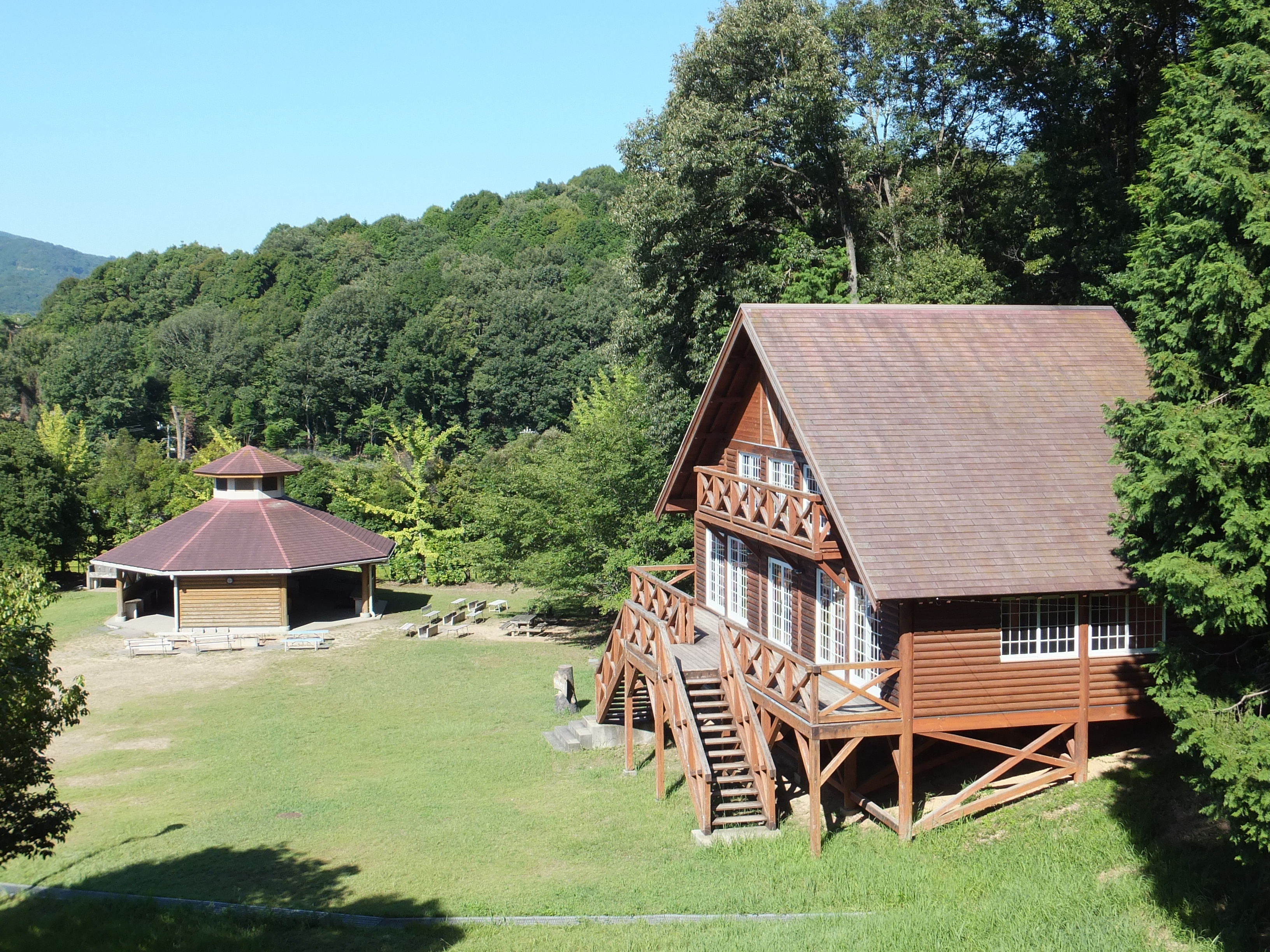
音羽運動公園（合併後の名称）

- 1994年 - 「グリーンヒル音羽」（開発申請者：ニチメン）入居開始
- 1995年10月 - 花井正八、名誉町民に認定される
- 1996年
  - 7月24日 - 音羽町福祉保健センター（ウェルハウスあいあい）竣功
  - 「サンヒル赤坂」（開発申請者：愛知県住宅供給公社）入居開始
  - 町立赤坂小学校、大垣市立赤坂小学校との交流を開始
- 1998年 - 音羽町役場新庁舎・音羽町文化ホール（ウィンディアホール）竣工
- 1999年
  - 1月4日 - 音羽町役場新庁舎へ移転
  - 第1回生涯学習海外派遣事業挙行。10名をオーストラリアへ派遣
- 2000年
  - 7月 - 音羽町役場旧庁舎跡に生涯学習施設（音羽町図書館・赤坂公民館・資料館）竣功
  - 10月7日 - 町民憲章制定委員会、町民憲章を決定。11月4日、町制45年記念式典にて発表
- 2001年
  - 6月1日 - 音羽町コミュニティバスが運行開始
  - 11月13日 - 第1回豊川市・宝飯4町合併協議会開催
- 2002年4月2日 - 赤坂休憩所（よらまいかん）竣功（宿駅制度400年記念事業）
- 2003年11月 - 特別養護老人ホーム「ジャルダン・リラ」竣工
- 2004年
  - 2月16日〜29日 - 合併の是非を問う住民意識調査を実施。音羽町では賛成多数となるも、一宮町及び御津町では反対多数
  - 3月5日 - 第18回合併協議会開催。同月末で協議会を解散することを決議
- 2005年
  - 防災行政無線開局
  - 1月26日 - 第1回宝飯3町議員研究会開催
  - 4月 - 町制施行50周年記念式典開催
  - 6月24日 - 愛知万博「音羽町の日」
  - 12月16日 - 町議会、「豊川市との合併協議を求める決議」を可決
- 2006年
  - 3月28日 - 町長及び町議会議長、豊川市長に対して合併協議を正式要望
  - 6月19日 - 豊川市・音羽町合併研究会設置
- 2007年
  - 4月16日 - 人口（住民基本台帳人口）9,000人を達成[13]
  - 6月9日 - 豊川市・音羽町・御津町合併協議会設置。22日、第1回協議会開催
  - 8月6日 - 豊川市・音羽町・御津町合併協定調印式開催[14]
  - 8月16日 - 町議会、合併関連議案を可決。愛知県知事に対し、廃置分合を申請
  - 10月12日 - 愛知県議会、合併関連議案を可決。愛知県知事が即日廃置分合処分を実施
  - 11月9日 - 総務大臣、音羽町・豊川市・御津町の廃置分合を告示（総務省告示第625号）
  - 12月8日 - 花井正八の妻が町文化ホールに緞帳を寄贈、記念公演を実施
  - 12月9日 - 赤坂公民館2階に資料館開設[15]
- 2008年
  - 1月6日 - 閉町式を町文化ホールにて開催
  - 1月14日 - 閉庁式を町役場にて開催
  - 1月15日 - 御津町と共に、豊川市に編入

## 人口
音羽町の人口は、1955年の町制施行時点で5,439人であった。以来15年ほどは、5,400人前後で推移していた。1970年代前半に「三河赤坂台団地」をはじめとする住宅団地を造成したことにより、人口は大きく増加したが、1983年の8,537人を境に漸減を続けた。1990年代に入ると、「グリーンヒル音羽」「サンヒル赤坂」造成後の1998年に再び増加に転じ、音羽町最後の年である2008年に9,000人を達成した。国勢調査によると、2000年から2005年の人口増加率は約9.7%となり、愛知県内では3番目の高い増加率を記録した。
2005年の高齢者人口（65歳以上）は1,644人で、総人口比は18.9%であった。1995年の1,136人（14.6%）に比べ、人数、比率共に上昇している。
2007年4月1日現在、当町の人口は8,839人、世帯数は2,770世帯、1世帯当たりの人口は約3.19人であった。

### 人口推移
各年4月1日現在
| 年     | 人口  |
| ------ | ----- |
| 1955年 | 5,439 |
| 1960年 | 5,337 |
| 1965年 | 5,421 |
| 1970年 | 5,509 |
| 1975年 | 6,087 |
| 1980年 | 8,125 |
| 1985年 | 8,482 |
| 1990年 | 8,160 |
| 1995年 | 8,005 |
| 2000年 | 8,132 |
| 2005年 | 8,839 |

### 年齢構成
2000年10月1日現在
| 男  | 年齢     | 女  |
| --- | -------- | --- |
| 178 | 0〜4歳   | 162 |
| 165 | 5〜9     | 183 |
| 205 | 10〜14   | 194 |
| 264 | 15〜19   | 212 |
| 273 | 20〜24   | 260 |
| 316 | 25〜29   | 275 |
| 232 | 30〜34   | 235 |
| 209 | 35〜39   | 222 |
| 215 | 40〜44   | 190 |
| 267 | 45〜49   | 317 |
| 387 | 50〜54   | 427 |
| 382 | 55〜59   | 331 |
| 273 | 60〜64   | 276 |
| 180 | 65〜69   | 200 |
| 151 | 70〜74   | 204 |
| 91  | 75〜79   | 162 |
| 51  | 80〜84   | 118 |
| 31  | 85〜89   | 57  |
| 7   | 90歳以上 | 20  |

### 外国人
町内の外国人登録者数は96人（2005年12月31日現在）で、絶対数は多いとはいえないものの、年を追うごとに人数が増加している。中でもブラジル人の増加が著しい。
内訳とその推移は以下のとおり（単位：人）。
| 国籍         | 1999年 | 2000年 | 2001年 | 2002年 | 2003年 | 2004年 | 2005年 |
| ------------ | ------ | ------ | ------ | ------ | ------ | ------ | ------ |
| ブラジル     | 5      | 10     | 12     | 29     | 32     | 44     | 56     |
| フィリピン   | 3      | 3      | 3      | 4      | 10     | 5      | 6      |
| 韓国・北朝鮮 | 4      | 4      | 4      | 5      | 5      | 5      | 5      |
| 中国         | 1      | 1      | 2      | 6      | 5      | 3      | 6      |
| その他       | 2      | 2      | 4      | 1      | 14     | 16     | 25     |
| 計           | 15     | 20     | 25     | 45     | 66     | 73     | 96     |

## 行政

### 歴代町長
14代7名が音羽町長を務めた。歴代町長の在任期間は、以下のとおり。
| 代   | 氏名        | 就任年月日    | 退任年月日     |
| ---- | ----------- | ------------- | -------------- |
| 初代 | 渡邊隆次    | 1955年4月30日 | 1959年4月29日  |
| 2    | 榊原文太郎+ | 1959年4月30日 | 1962年6月10日  |
| 3    | 上林多兵惠  | 1962年7月29日 | 1963年12月18日 |
| 4    | 伊與田勇    | 1964年1月21日 | 1968年1月20日  |
| 5    | 堀内重昭    | 1968年1月21日 | 1972年1月20日  |
| 6    | 堀内重昭    | 1972年1月21日 | 1976年1月20日  |
| 7    | 堀内重昭    | 1976年1月21日 | 1980年1月20日  |
| 8    | 堀内重昭    | 1980年1月21日 | 1984年1月20日  |
| 9    | 中森幸一    | 1984年1月21日 | 1988年1月20日  |
| 10   | 中森幸一    | 1988年1月21日 | 1992年1月20日  |
| 11   | 中森幸一    | 1992年1月21日 | 1996年1月20日  |
| 12   | 中森幸一    | 1996年1月21日 | 2000年1月20日  |
| 13   | 宇都野武    | 2000年1月21日 | 2004年1月20日  |
| 14   | 宇都野武    | 2004年1月21日 | 2008年1月14日  |

※「+」印は、在職中死去。

### 行政機構
- 町長
  - 副町長

- 総務課
- 企画課
- 税務課
- 住民課
- 会計課

- 保健課
- 産業課
- 土木課
- 水道課（上水道、下水道）

- 教育委員会
  - 教育長
    - 教育課
- 町議会
  - 議会事務局
- 監査委員
  - 監査委員事務部局
- 選挙管理委員会
  - 選挙管理委員会事務局
- 農業委員会
  - 農業委員会事務局
- 固定資産評価審査委員会

### 庁舎
音羽町役場庁舎は、過去4箇所（いずれも赤坂地内）に設置された。
- 初代（1955年〜1956年）

赤坂町役場庁舎であった建物を使用。長沢村・萩村の旧庁舎を出張所とした。出張所は1956年12月25日をもって廃止された。
- 2代目（1956年〜1981年）

1956年8月10日、国道1号沿いの土地に新築竣功。合併要件の中に、庁舎の新築が謳われていたことから建築された。役場再移転後の1982年2月に「音羽町総合センター」となり、音羽町商工会や愛知県道路公社事務所が入った。のちに取り壊され、跡地にはコンビニエンスストア（サンクス音羽店）が建てられた。
- 3代目（1981年〜1999年）

赤坂小学校の旧校舎を使用。建築物は役場再移転後の2000年、改築して生涯学習施設（音羽町図書館・赤坂公民館・資料館）となった。
- 4代目（1999年〜2008年）

区画整理で整備された土地に建設。「音羽町文化ホール（ウィンディアホール）」を併設。豊川市との合併後は、1階に市役所の音羽支所が、2〜3階に教育委員会が入った。

### 財政
2006年度決算によると、一般会計の歳入総額は約29億7,009万円、歳出総額は約28億4,761万円であった。
歳入の内訳は金額順に、町税約16億7,613万円（56.4%）、町債約2億4,780万円（8.3%）、県支出金約1億3,449万円（4.5%）など。歳出の内訳は、民生費約6億6,187万円（23.3%）、総務費約4億8,430万円（17.0%）、土木費約4億1,264万円（14.5%）など。
町債残高（元金）は、一般会計分は34億6,350万円、特別会計・企業会計分を含めると48億828億円。

### 議会
音羽町議会の議員定数は10人。1959年の町議選時には定数は22人とされたが、1967年の町議選から16名に、1999年の町議選から12人に削減された。さらに2006年12月、財政改革のため2人削減するとした条例案が町議会で可決された。2007年4月22日実施の統一地方選挙（音羽町としては最後の町議選）で、新条例に基づき10人の議員が選出された。

#### 議会構成
- 議会
  - 議長
    - 議会事務局

  - 常任委員会
    - 総務常任委員会
    - 産業建設常任委員会

  - 議会運営委員会
  - 広報編集特別委員会

### 警察
音羽町は豊川警察署の管轄区域とされていた。町内に交番は存在せず、駐在所（赤坂駐在所、長沢駐在所）を置いていた。長沢駐在所は1975年に名電長沢駅前から、赤坂駐在所は1979年に赤坂字紅里から移転した。
- 赤坂駐在所：豊川市赤坂町東平山43-5
- 長沢駐在所：豊川市長沢町午新136-2

（所在地の住所表示は豊川市との合併後のもの）

### 消防
消防は市町村の責任業務であるが、音羽町は行政区域内に消防署や分署を置かず、1981年より豊川市消防本部へ業務を委託していた。
音羽町は、小学校区を基本とする3つの分団からなる消防団を置いていた。豊川市との合併後、音羽町消防団は豊川市消防団第6方面隊に再編され、第1から第3まであった分団の名称は順に萩分団、長沢分団、赤坂分団に変更された。
2005年の音羽町消防団の団員数は、74人。

### その他
- 豊川宝飯衛生組合 - 1963年に豊川市及び宝飯郡4町（音羽町、一宮町、小坂井町、御津町）が、屎尿の共同処理を目的として設立。一般廃棄物処理や斎場会館の運営も行っていた。2006年2月から2010年2月にかけて、宝飯郡4町が次々豊川市と合併したため構成市町数が減り、2010年に組合は解散となって、廃棄物や斎場会館は豊川市直営となった。
2006年度の音羽町の負担金は約1億3,539万円、負担率は全体（32億3,692万円）の約4.18%[25]。

## 国政
衆議院小選挙区では、音羽町は愛知県第14区に属していた。
音羽町として最後の衆院選となった2005年9月11日の衆院選における、音羽町での投票率、各候補者の得票数などは以下のとおり。
| 当落     | 得票数 | 候補者     | 党派 | 経歴 |
| -------- | ------ | ---------- | ---- | ---- |
| 当       | 2,958  | 鈴木克昌   | 民主 | 前   |
| 当（比） | 2,172  | 杉田元司   | 自民 | 新   |
|          | 289    | 栗谷建一郎 | 共産 | 新   |

投票総数5,504票、うち有効投票数5,419票

## 経済
2005年の音羽町の就業者総数は4,603人。うち第一次産業就業者数が303人で全体の6.58%、以下第二次産業1,937人（42.08%）、第三次産業2,316人（50.32%）となっており、第三次産業就業者数が最も多かった。
音羽町では、製造品出荷額等が農業粗生産額や年間商品販売額を大きく上回っていた。同じ宝飯郡の御津町や小坂井町と比較しても、製造品出荷額等が小坂井町・御津町を上回っており、第二次産業に強みを持つ産業構造であったといえる。ただし工業系事業所数（従業者10人以上）は、小坂井町の65、御津町の79に対して音羽町は27に留まっており、従業者300人以上の事業所は町内に1か所（東海理化電機製作所音羽工場）のみであった。トヨタ自動車系の企業である同社の工場は音羽町の製造品出荷額等の過半を占めており、町の経済は同社に大きく依存していた。
以下は3町を比較した表である。
|                          | 音羽町  | 小坂井町 | 御津町 |
| ------------------------ | ------- | -------- | ------ |
| 第一次産業就業者数（人） | 303     | 752      | 1,039  |
| 第二次産業就業者数（人） | 1,937   | 5,127    | 2,807  |
| 第三次産業就業者数（人） | 2,316   | 5,947    | 3,731  |
| 農業粗生産額（百万円）   | 320     | 2,020    | 3,500  |
| 製造品出荷額等（百万円） | 129,417 | 80,455   | 56,945 |
| 年間商品販売額（百万円） | 10,915  | 29,606   | 14,698 |

### 第一次産業

#### 農業
農業人口は一貫して減少傾向にあった。1975年と2000年を比較すると、農家数は656戸から424戸に、農業従事者数は2,024人から1,168人に減少した。殊に養蚕業は、合成繊維の普及や中国産や韓国産の安価な生糸の流入が影響して、衰退の一途をたどった。
音羽町の農業の中心は稲作であった。音羽町は1966年に東三河農業経済県樹立地域の、1967年には米と野菜を基幹作物とする改善事業計画地域の指定を受けた。
西三河生活協同組合などの消費者団体は1988年、安全な米を食卓に提供すべく減農薬運動を展開し、生産者側の協力を求めた。これに賛同した音羽町の農家が集まり、1989年「音羽米を育てる研究会（1992年、「音羽米研究会」に改称）」を設立し、減農薬米「音羽米」の生産を開始した。消費者団体は、音羽米を積極的に食べることによって生産者を支援するため、1992年に「音羽米を食べる連絡会」を設立した。この取り組みは音羽町廃止後も継続し、同研究会は旧音羽町内の4保育園全ての給食用に音羽米を納入しているほか、ネット通販を活用して販路拡大を図っている。
自然薯や椎茸が特産物とされる。旅籠大橋屋では、自然薯を使ったとろろ汁が供される。
主な農作物の収穫高（2005年）は、米651t、大根105t、さつま芋76t、青刈りとうもろこし57t、玉葱46t、じゃが芋35tとなっている。
町制施行後も独立したままであった赤坂・長沢・萩の各農業協同組合は、1963年に合併して音羽町農業協同組合となった。以後、同農協が町全域の農協業務を担っていたが、1990年に豊川市などの農協と合併してからは、新たに誕生したひまわり農業協同組合が業務を継承している。ひまわり農協は1991年、農産物等の直売所「グリーンセンター音羽」を開設した。
2005年の農家数は、赤坂92戸、長沢133戸、萩167戸、町全体では392戸。
2005年時点の農地面積は 262ha（町域全体の約8.8%）であった。内訳は以下のとおり。
1. 田　180ha (69%)
2. 畑　68ha (26%)
3. 樹園　14ha (5%)

2005年時点の農業粗生産額は約 2億9000万円であった。内訳は以下のとおり。
1. 米　16千万円 (55%)
2. 野菜　7千万円 (24%)
3. 果実　2千万円 (7%)
4. その他 (14%)

#### 林業
1980年の林家数は547戸であったが、2000年には191戸に減少した。小規模の林家（所有する森林面積が5ha未満）が大半を占めるが、2000年の調査では、こうした林家の戸数が激減している。森林面積は、1980年の2,233haに対して2000年に2,171haと、林家数ほどの大きな変化は見られない。

### 第二次産業

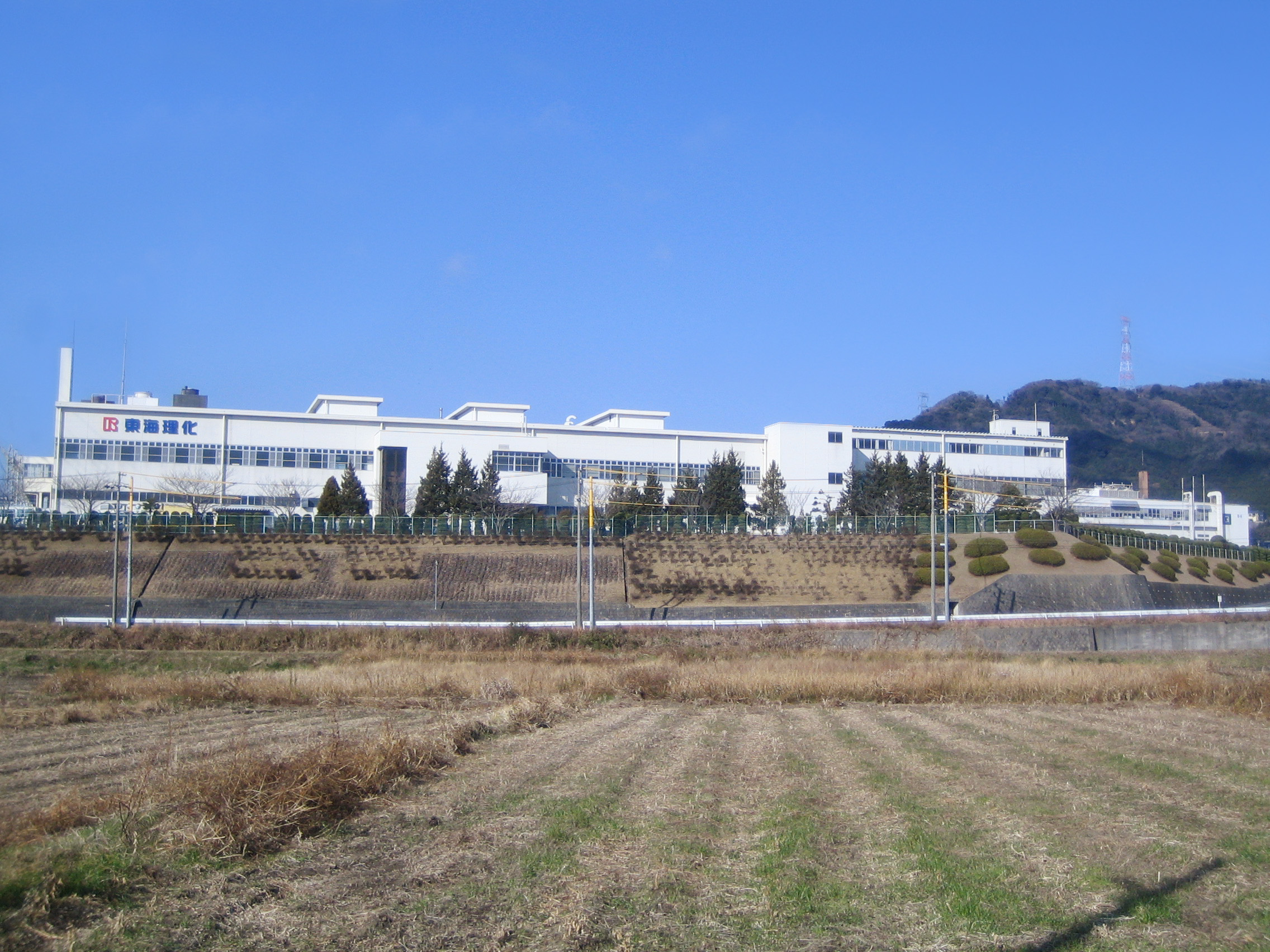
東海理化電機製作所音羽工場

音羽町は1961年、東海理化電機製作所の工場誘致に成功した。1966年に操業を開始した同社の音羽工場は、音羽町内で最大の事業所となった。1971年には、イソライト工業の子会社「イソライト・バブコック耐火」が新本社工場を萩に建設した。
1986年に東名高速道路音羽蒲郡インターチェンジが開通したことにより、交通の利便性が向上し、これまでに比べて企業を誘致しやすい環境が整った。程なくして萩に造成された工業団地には日本トレクスやPPGジャパンが進出し、また東海理化電機製作所は町内で2か所目となる工場をこの工業団地に建設した。

### 第三次産業
2004年の音羽町の商店数は74（卸売業の店舗12、小売業の店舗62）、従業者総数は492人。
年間商品販売額は109億1,463万円であった。
愛知県道374号長沢国府線（旧東海道）沿いに個人経営の小規模店舗が多く立地しており、これが音羽町における商店の中心であったが、音羽蒲郡インターチェンジ及び音羽蒲郡有料道路（三河湾オレンジロード）の開通後は、両路線の出入口に相当する国道1号の交差点脇に、法人経営の店舗も開店している。

### 主な事業所
製造業
- 東海理化電機製作所 音羽工場・萩工場
- イソライト工業 音羽工場
- 協豊製作所 音羽工場
- 日本トレクス 音羽事業所
- PPGジャパン（世界的化学メーカー・PPGインダストリーズの日本法人）
- 近藤製作所 音羽工場
- 佐藤鉄工 音羽工場
- 豊川鉄工 本社
- 中村精機 音羽製作所

物流拠点
- キムラユニティー 東三河営業所
- 愛知陸運 音羽営業所

金融機関
- ひまわり農業協同組合 音羽支店
- 豊川信用金庫 音羽支店
- 音羽郵便局

その他
- トヨタカローラ愛知 音羽営業所
- ヤマサちくわ 音羽インター店
- えびせんべいとちくわの共和国

## 環境・衛生
音羽町は1963年、豊川市など近隣市町とともに一部事務組合「豊川宝飯衛生組合」を組織して、屎尿の広域的処理を開始した。
1975年12月に下水道事業認可を受けて以来、順次公共下水道整備工事を進め、2003年度に市街化区域のほぼ全域を整備した。翌年度からは、市街化調整区域のうち市街化区域に隣接する部分の整備を開始した。2004年度末現在の汚水処理人口普及率は77.8%。
1990年からは、浄化槽整備費補助を開始し、2003年度末時点で169基に補助を実施した。また、生ごみ排出量を減少させるため、生ごみ処理機や生ごみ堆肥化容器の購入費補助を実施した。
2003年6月からは、「公共施設養子縁組制度（アダプト・プログラム）」を導入した。市民は道路や公園の「里親」となって美化に努め、行政側はごみ袋の提供などの支援を行う。同制度は、町廃止後も豊川市が継承している。

## 文化財
音羽町内の指定文化財は、以下のとおり（「指定者」「所在」及び「所有者」欄の表記は、豊川市との合併前のもの）。
| 指定者 | 種 別                | 名 称                              | 所在 | 所有者     | 指定年月日     |
| ------ | -------------------- | ---------------------------------- | ---- | ---------- | -------------- |
| 愛知県 | 有形文化財（建造物） | 黒門                               | 萩   | 龍源寺     | 1955年7月1日   |
| 愛知県 | 有形文化財（絵画）   | 絹本著色釈迦如来像                 | 赤坂 | 正法寺     | 1981年11月20日 |
| 愛知県 | 有形文化財（彫刻）   | 木造周鼎仲易肖像                   | 萩   | 龍源寺     | 1955年7月1日   |
| 愛知県 | 有形文化財（彫刻）   | 木造聖観音立像                     | 萩   | 龍源寺     | 1955年7月1日   |
| 愛知県 | 有形文化財（工芸品） | 柱杖                               | 萩   | 龍源寺     | 1955年7月1日   |
| 音羽町 | 建造物               | 旅籠大橋屋                         | 赤坂 | 個人       | 1977年3月1日   |
| 音羽町 | 絵画                 | 阿弥陀三尊来迎之図                 | 赤坂 | 浄泉寺     | 1978年3月31日  |
| 音羽町 | 絵画                 | 釈迦出山之図                       | 萩   | 龍源寺     | 1978年3月31日  |
| 音羽町 | 絵画                 | 十三仏唐画                         | 赤坂 | 正法寺     | 1978年3月31日  |
| 音羽町 | 絵画                 | 絵画十三仏古画像                   | 赤坂 | 正法寺     | 1978年3月31日  |
| 音羽町 | 絵画                 | 関白草子                           | 赤坂 | 正法寺     | 1978年3月31日  |
| 音羽町 | 絵画                 | 業平涅槃之図                       | 赤坂 | 正法寺     | 1978年3月31日  |
| 音羽町 | 絵画                 | 不動尊画像                         | 赤坂 | 正法寺     | 1978年3月31日  |
| 音羽町 | 彫刻                 | 薬師如来坐像                       | 赤坂 | 浄泉寺     | 1978年3月31日  |
| 音羽町 | 彫刻                 | 観音立像                           | 赤坂 | 長福寺     | 1978年3月31日  |
| 音羽町 | 彫刻                 | 観音立像                           | 赤坂 | 正法寺     | 1978年3月31日  |
| 音羽町 | 彫刻                 | 聖徳太子立像                       | 赤坂 | 正法寺     | 1978年3月31日  |
| 音羽町 | 彫刻                 | 馬頭観音立像                       | 萩   | 善住寺     | 1978年3月31日  |
| 音羽町 | 工芸品               | 鰐口                               | 赤坂 | 浄泉寺     | 1978年3月31日  |
| 音羽町 | 工芸品               | 網代団扇                           | 赤坂 | 正法寺     | 1978年3月31日  |
| 音羽町 | 工芸品               | 木蘭地袈裟                         | 赤坂 | 正法寺     | 1978年3月31日  |
| 音羽町 | 書跡                 | 六字名号                           | 赤坂 | 正法寺     | 1978年3月31日  |
| 音羽町 | 書跡                 | 六字名号                           | 赤坂 | 正法寺     | 1978年3月31日  |
| 音羽町 | 書跡                 | 九字名号                           | 赤坂 | 正法寺     | 1978年3月31日  |
| 音羽町 | 歴史資料             | 宇治川先陣争図（絵馬）             | 赤坂 | 宮道天神社 | 1981年3月1日   |
| 音羽町 | 歴史資料             | 村田五郎左衛門日記                 | 赤坂 | 個人       | 2003年2月19日  |
| 音羽町 | 歴史資料             | 赤坂旧事記                         | 赤坂 | 個人       | 2003年2月19日  |
| 音羽町 | 歴史資料             | 算額                               | 赤坂 | 個人       | 2003年2月19日  |
| 音羽町 | 歴史資料             | 三宝赤駅神事集                     | 赤坂 | 個人       | 2003年2月19日  |
| 音羽町 | 歴史資料             | 鈴木金四郎清房一世之記             | 赤坂 | 個人       | 2003年2月19日  |
| 音羽町 | 有形民俗文化財       | 長沢「フロノ下」の猪垣             | 長沢 | 個人       | 1977年3月1日   |
| 音羽町 | 有形民俗文化財       | 長沢の三尊種子板碑                 | 長沢 | 個人       | 1977年3月1日   |
| 音羽町 | 有形民俗文化財       | 赤坂の高札                         | 赤坂 | 音羽町     | 1977年3月1日   |
| 音羽町 | 有形民俗文化財       | 龍源寺のホウ                       | 萩   | 龍源寺     | 1977年3月1日   |
| 音羽町 | 有形民俗文化財       | 龍源寺の板碑                       | 萩   | 龍源寺     | 1977年3月1日   |
| 音羽町 | 有形民俗文化財       | 音羽赤坂人形                       | 赤坂 | 音羽町     | 1992年7月20日  |
| 音羽町 | 有形民俗文化財       | 赤坂の舞台                         | 赤坂 | 杉森八幡社 | 1998年6月1日   |
| 音羽町 | 史跡                 | 岩略寺城跡                         | 長沢 | 音羽町     | 1980年2月1日   |
| 音羽町 | 天然記念物           | 宮路山コアブラツツジ自生地         | 赤坂 | 音羽町     | 1977年3月1日   |
| 音羽町 | 天然記念物           | 杉森八幡社のクスノキ               | 赤坂 | 杉森八幡社 | 1977年3月1日   |
| 音羽町 | 天然記念物           | 善住寺のヤマモモ                   | 萩   | 善住寺     | 1977年3月1日   |
| 音羽町 | 天然記念物           | 正法寺のワビスケ                   | 赤坂 | 正法寺     | 1980年6月1日   |
| 音羽町 | 天然記念物           | 正法寺のイヌマキ                   | 赤坂 | 正法寺     | 1980年6月1日   |
| 音羽町 | 天然記念物           | 長福寺のヤマザクラ                 | 赤坂 | 長福寺     | 1980年6月1日   |
| 音羽町 | 天然記念物           | 関川神社のクスノキ                 | 赤坂 | 関川神社   | 1981年3月1日   |
| 音羽町 | 天然記念物           | 冨士神社のコバノミツバツツジ自生地 | 萩   | 冨士神社   | 1991年7月26日  |

## 教育
町内には3つの小学校、1つの中学校（いずれも公立）が存在する。萩小学校は、その校区が市街化調整区域内であることから、児童数は減少している。赤坂小学校は、1975年に「三河赤坂台団地」の造成が行われたことにより児童数が急増したが、1990年代に入ると再び減少に転じた。長沢小学校は、1994年の「グリーンヒル音羽」の造成により、児童数の増加がみられる。
3小学校全体でみると、1995年に498人であった児童数は2001年に438人にまで減少したが、その後は増加に転じ、2005年時点では532人となった。
緑豊かな環境にあることから、巣箱の製作や枝打ちの体験を教育に取り入れている。

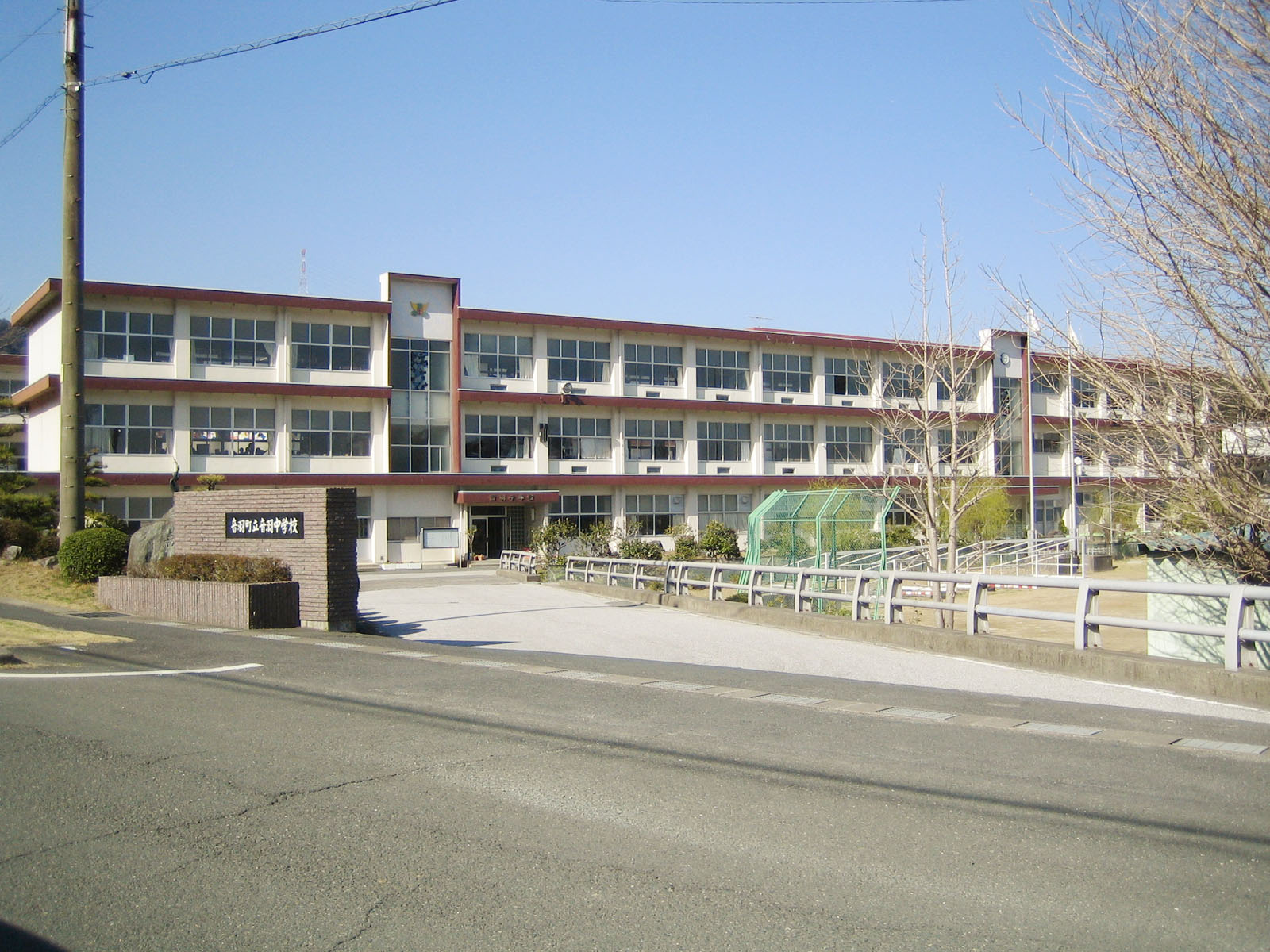
音羽中学校

### 教育機関

#### 保育園
- 赤坂保育園
- 長沢保育園
- 萩保育園
- 赤坂台保育園

#### 小学校
- 赤坂小学校
- 長沢小学校
- 萩小学校

#### 中学校
- 音羽中学校

### 社会教育施設

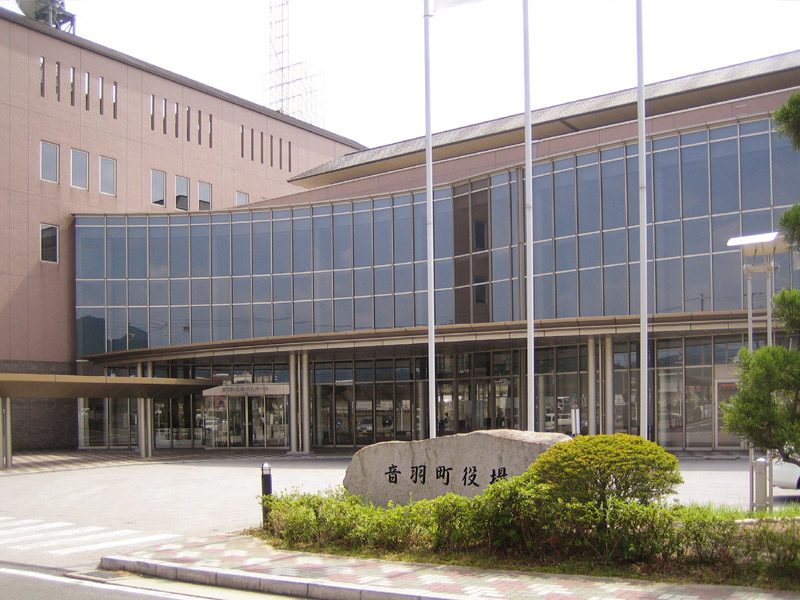
音羽町文化ホール。役場庁舎（現・豊川市音羽庁舎。向かって左側）を併設する

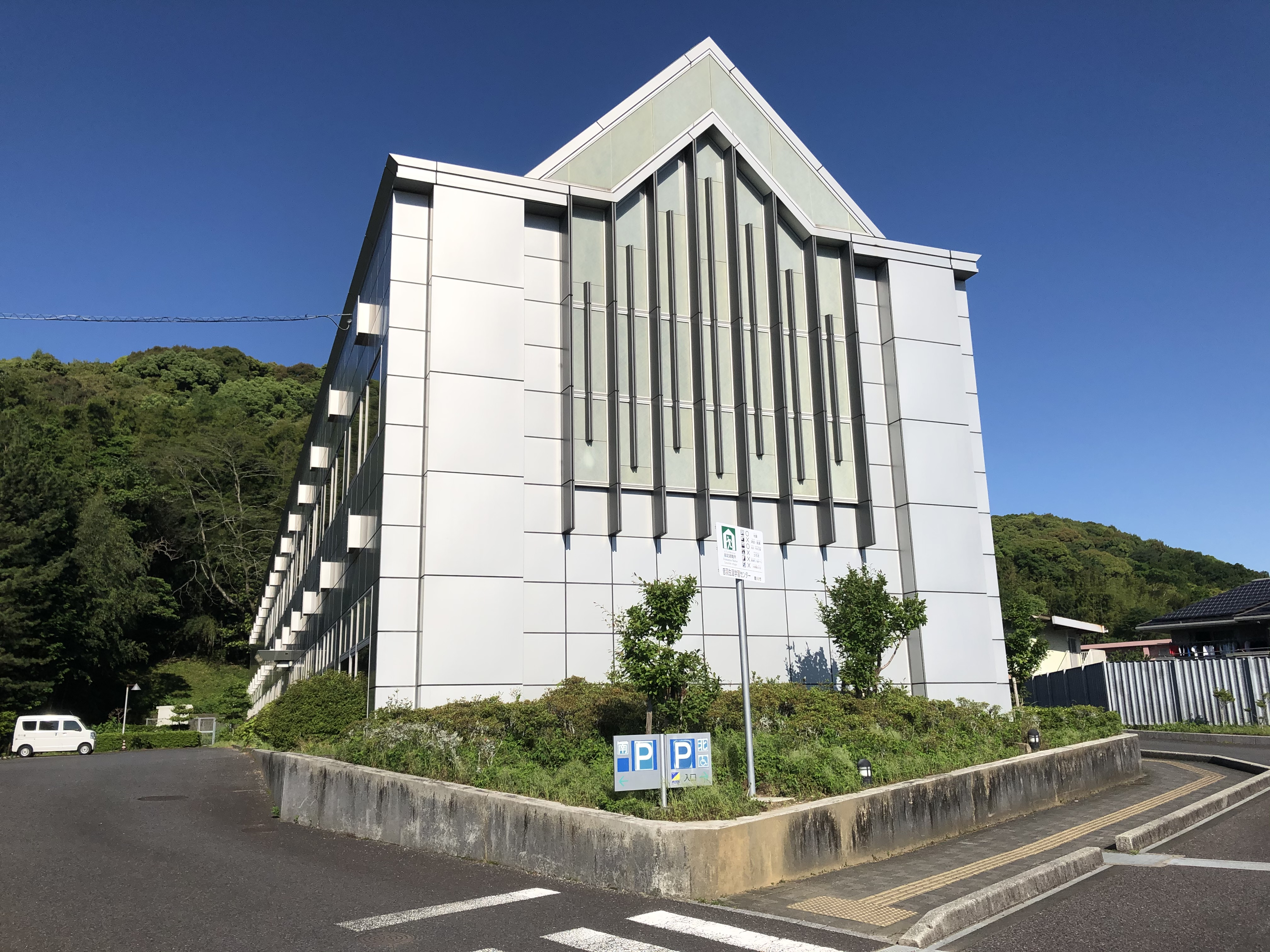
音羽町図書館

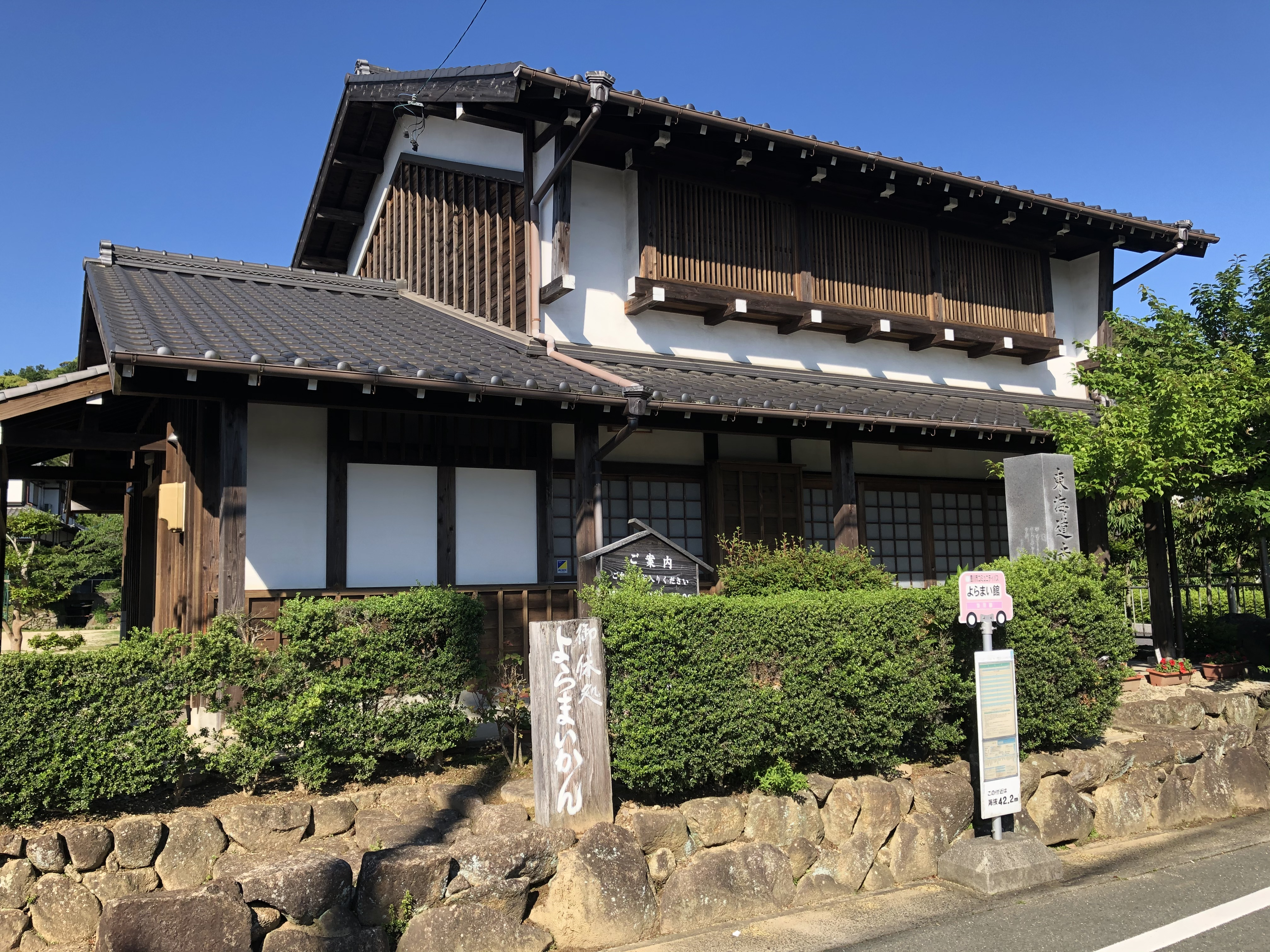
赤坂休憩所よらまいかん

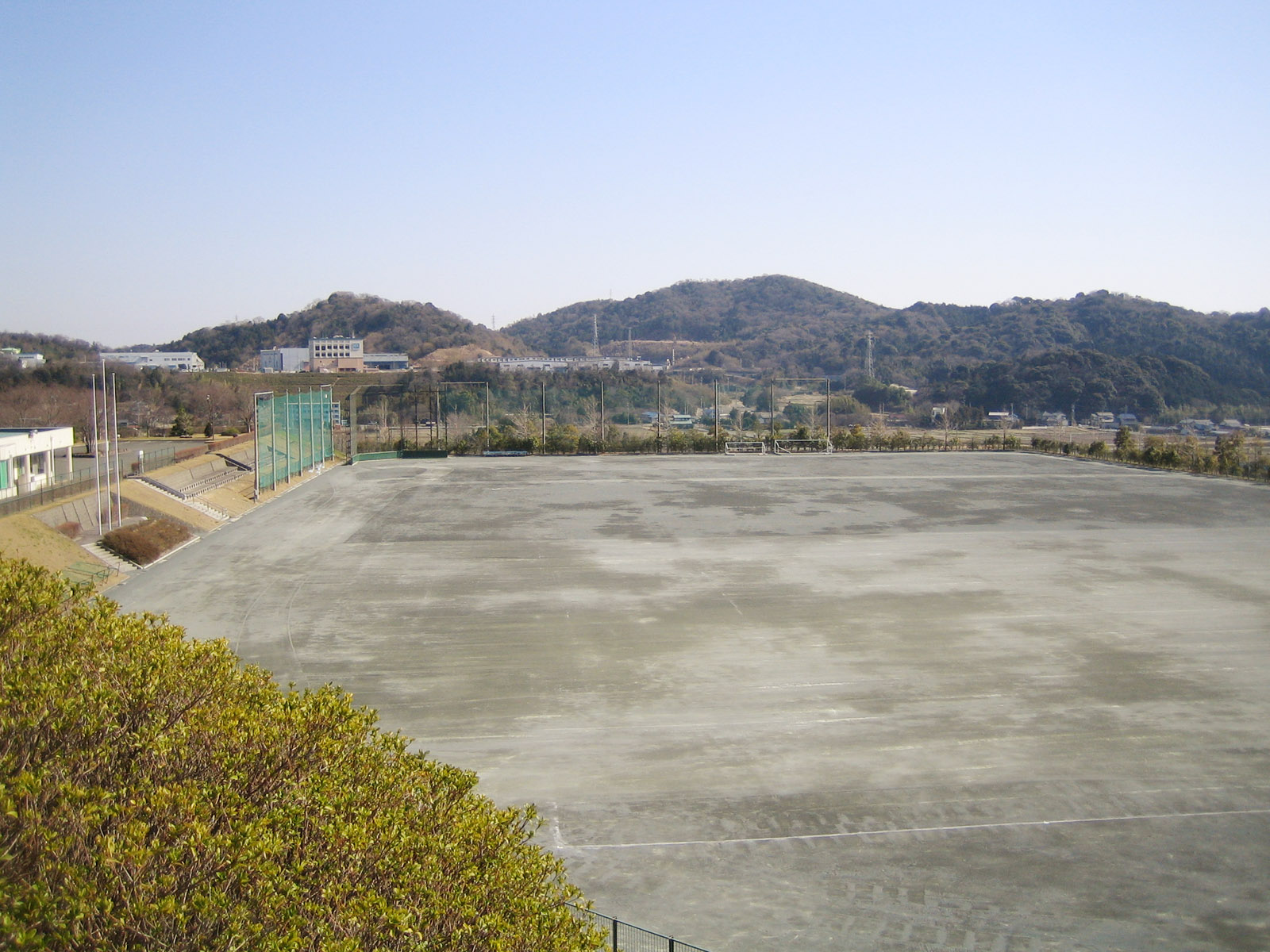
音羽町運動公園

#### ホール・集会場
- 音羽町文化ホール（ウィンディアホール：音羽町役場に併設）

1999年竣功。335の観覧席を有し、成人式をはじめ各種式典が催された。上層階には、会議室や和室を備える。

#### 図書館
- 音羽町図書館（赤坂公民館に併設）

2000年竣工。床面積725.5m2（公民館部分を除く）。役場旧庁舎の跡地に建設された。約5万冊の蔵書能力を持ち、視聴覚資料も取り揃えている。愛知県図書館や豊川市中央図書館の図書貸し出しにも対応している。平成16年度の蔵書数は39,760冊、視聴覚資料は2,982点。

#### 公民館
- 赤坂公民館（音羽町図書館に併設）
- 長沢公民館
- 萩公民館
- 赤坂台公民館

#### 体育施設
- 音羽町運動公園

1992年竣功。野球やサッカーのできる運動場のほか、弓道場やテニスコート、バーベキューのできるデイキャンプ場を有する。「音羽まつり」の会場として用いられたほか、災害時の緊急避難場所にも指定されている。
- 音羽町体育館

建設当初は、館内に教育委員会を置いていた。武道場、卓球場を併設し、中学校の剣道部や卓球部が使用する。文化ホールが建設されるまでは、成人式や文化祭の会場として使用された。豊川市との合併後は、音羽中学校の管理下に入った。

#### その他
- 音羽町保健センター

花井正八の遺族から土地と建設費の一部の寄贈を受け、建設された。施設総面積1,743.803m2。シルバー人材センターや社会福祉協議会が入る。1996年竣功。
- 中央児童館
- 赤坂休憩所（よらまいかん）

江戸時代の建築様式を模した休憩所。宿駅制度400年記念事業として建設された。2002年竣功。

## 交通
音羽町の幹線道路は国道1号である。愛知県道374号長沢国府線（旧東海道）は、地域住民の生活道路として、あるいは国道1号の渋滞時の抜け道として利用されている。ほかに、名鉄名古屋本線と東名高速道路が走る。これら4本はほぼ並行して敷設され、町の南部から北西部を貫いている。
北東部から南部にかけては山陰川に沿って愛知県道332号大代赤坂線が通り、上記4路線と併せて概ねV字型に開いた道路網を形成している。
音羽蒲郡インターチェンジから南西方向には音羽蒲郡有料道路（三河湾オレンジロード）が延びる。同路線の開通によって、蒲郡市との行き来が容易になった。
音羽町廃止時点で未供用の道路としては、新東名高速道路がある。同路線は町域東端の山林をわずかにかすめるに過ぎず、旧音羽町民にとっての利便性向上の可能性は薄い。しかし、これを建設するための作業用道路として愛知県道332号大代赤坂線のバイパスの建設が進められており、将来はこれを新たに大代音羽線とする予定である。同バイパスによって置き換えられた区間は豊川市道とされ、管理者が豊川市に変更されることになる。
2005年現在、町道の総数は549本、実延長合計は135,042m、舗装率は73.2%、改良率は60.2%であった。

### 鉄道路線
- 名鉄名古屋本線：名電赤坂駅、名電長沢駅
  - いずれも無人駅で、急行・準急などは停車せず、普通のみ利用できる。

### 道路
高速道路
町内にあるインターチェンジ：東名高速道路音羽蒲郡インターチェンジ
有料道路
三河湾オレンジロード
一般国道
国道1号
都道府県道
愛知県道73号長沢蒲郡線（有料道路「三河湾オレンジロード」も含む）、愛知県道332号大代音羽線、愛知県道374号長沢国府線、愛知県道377号豊川片寄線

### 高速バス
- 東名ハイウェイバス：音羽バスストップ

### バス
- 音羽町コミュニティバス
2001年6月1日に運行開始。1985年に路線廃止された名鉄バスに代わる交通手段として導入された。萩・赤坂台線と赤坂・長沢線の2路線。2004年10月、運行委託先が名古屋鉄道から豊鉄タクシーに変更された。

## 名所・旧跡・観光スポット・祭事・催事

### 自然

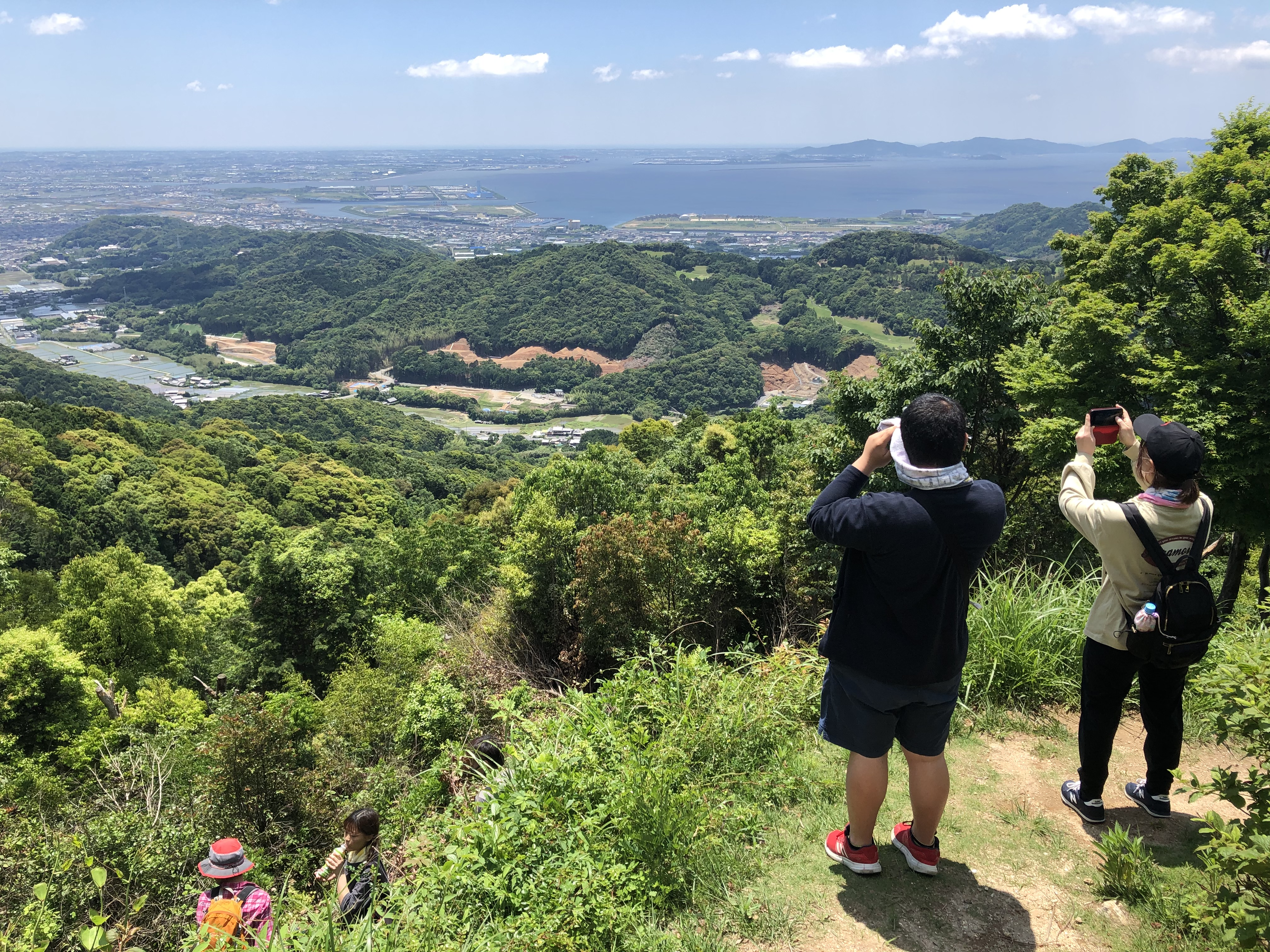
宮路山山頂

- 宮路山
旧御津町との境にある山。持統天皇が行幸したとされる。コアブラツツジが多く自生。自然遊歩道が整備されている。視界の良好な日には、富士山を望むことも可能。
- コバノミツバツツジ（小葉三葉躑躅）自生地（冨士神社付近）
自生地としては日本最大級の面積という[46]。毎年4月、「みつばつつじまつり」が開催される。

### 史跡

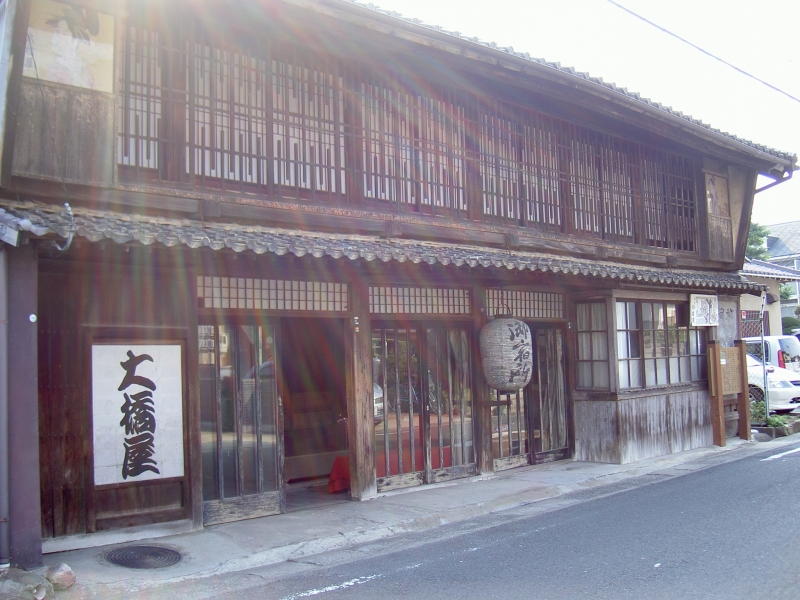
大橋屋。東海道筋で唯一営業を続ける旅籠

- 赤坂宿　東海道五十三次の江戸側から数えて36番目の宿場。飯盛女を多数抱える花柳街として繁栄した。
- 岩略寺城址 - 長沢に築かれた山城。堀と猪垣が残る。
- 登屋ケ根城址 - 長沢に築かれた丘城。大部分は開墾されて畑となっているが、堀と猪垣が残る。
- 長沢城址 - 現在の長沢小学校や古城団地などの敷地に相当する。長沢松平家発祥の地。
- 宮路山聖跡碑　大正天皇即位記念事業として、旧赤坂町が1916年に建立、1917年1月5日落成[47]。

### 社寺

#### 寺院
- 浄泉寺 - 歌川広重の「東海道五十三次・赤坂」に描かれたものとされる蘇鉄が移植されている。
- 正法寺 - 万巻上人が開基とされる。絹本著色釈迦如来像（県指定有形文化財）、網代団扇（徳川家康が寄進。町指定文化財）などを有する。
- 善住寺
- 長福寺
- 龍源寺　曹洞宗の寺院。黒門や木造周鼎仲易肖像は、県指定有形文化財。

#### 神社
- 杉森八幡社 - 平安時代から生えているとみられる楠2本（夫婦楠）は、町指定天然記念物。
- 関川神社 - 松尾芭蕉の句碑「夏農月 御油よ季いてゝ 赤坂や」がある。
- 宮道天神社（みやじてんじんしゃ）- 建貝児王命、草壁皇子、大山咋神を祭神とする。宮路山頂付近に奥の院が、山麓に拝殿がある。8月には雨乞い祭りが行われる。

### 祭事・催事

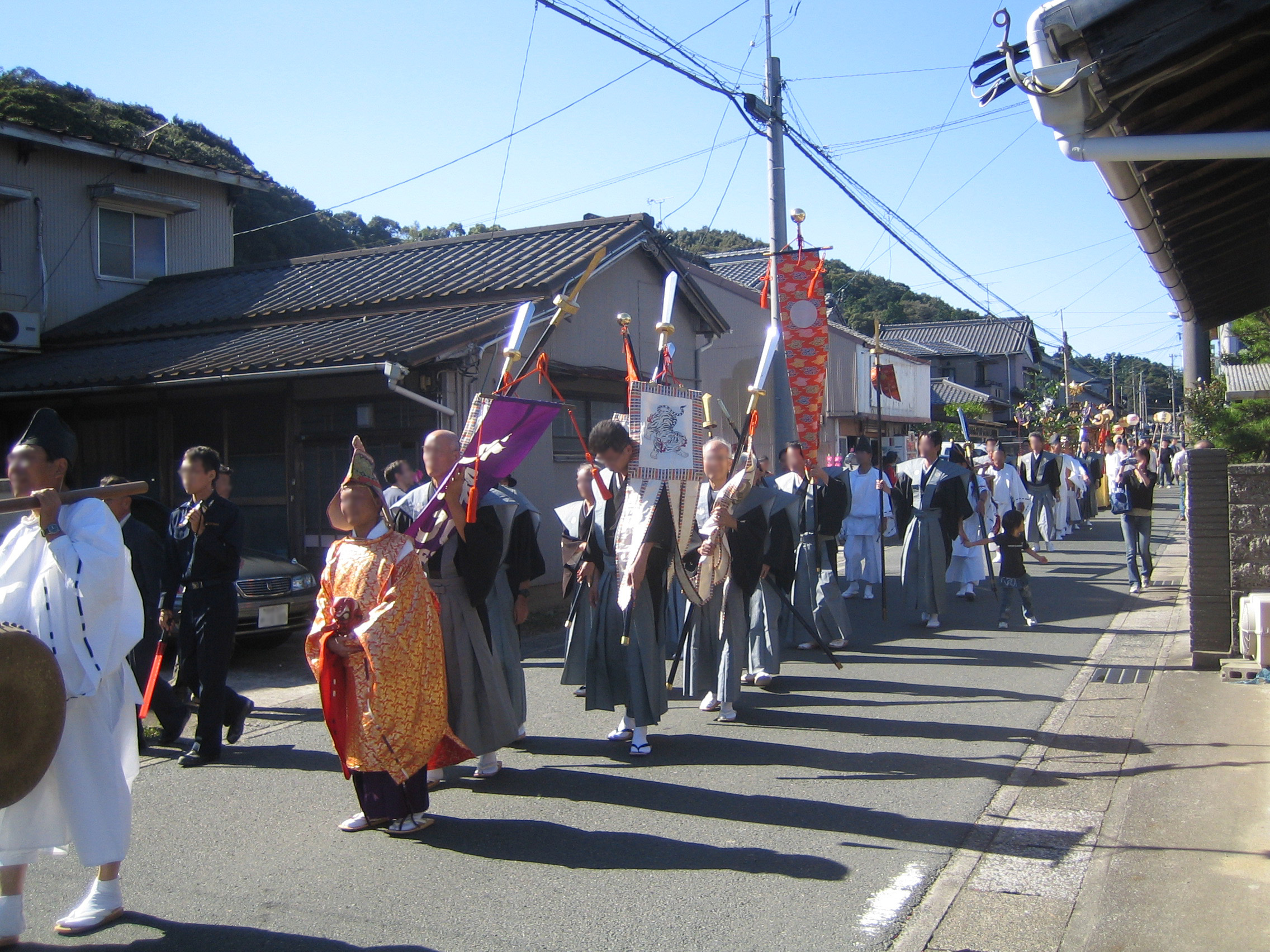
大名行列の再現。杉森八幡社祭礼にて

- みつばつつじまつり - 4月に開催。冨士神社周辺に咲くコバノミツバツツジの開花に合わせて、屋台が出店する。隣接する善住寺の境内では、児童を含む地域の愛好家らがよさこいソーランを披露する。1994年初開催。
- 赤坂竹宵まつり　8月に開催。ろうそくの入った竹筒を音羽川（町役場裏手）の河川敷に多数配置し、火を灯す。また、手作りの行灯が旧東海道を照らす。
- 雨乞い祭り - 江戸時代の旱魃時に、神官が大念仏を納めて雨乞いをしたところ、大雨が降ったとされる言い伝えに基づく祭り。武士や花魁に扮した人々がお囃子を乗せた山車と共に練り歩く「歌舞伎行列」が行われる。8月第3土曜・日曜に開催。
- 赤坂の舞台 - 1872年、杉森八幡社に建築された回り舞台。2000年に復元され、以来年1回歌舞伎公演が行われている。2006年の公演前には、竹をドーム状に組んで屋根付きの桟敷席が作られた（「小屋掛け」と呼ばれる）[48]。
- 杉森八幡社祭礼 - 10月第2日曜に開催。大名行列が行われる。
- 音羽まつり - 10月第3日曜、音羽町運動公園で開催。江戸時代の宿場町を模したテントブースに模擬店を出店したほか、駕籠かきや和太鼓の演奏、チャリティーバザー、抽選会などを実施した。2004年には、「音羽」の名にちなんで音羽しのぶが招かれた[49]。町民体育祭と商工祭に代わる行事として、1992年から毎年開催されたが、2006年開催の第15回が最後となった。
- 宮路山もみじまつり - 11月に開催。宮路山第1駐車場では、きな粉餅や甘酒、「雲助飯」が振る舞われるほか、バザーが開催される。

### その他
- 小渡井枡井戸（こどいのますいど）- 長沢にある湧水。聖徳太子が宮路越えの際に、この水を飲んだとの伝承がある。休日に水を汲みに訪れる者も多い。

## ゆかりの著名人
- 松平康忠 - 長沢松平家第8代当主で徳川家康の従弟。
- 松平忠敏 - 浪士組取締役。明治維新後、御歌所に勤務。
- 花井正八（はない まさや）- 赤坂に居住。トヨタ自動車会長、トヨタすまいるライフ社長、日経連副会長を歴任。1984年11月、勲一等瑞宝章を受章。1995年、音羽町で唯一の名誉町民となった。
- 錦戸春吉 - 元力士。

## スポーツチーム
- 東海理化硬式野球部 - 社会人野球の企業チーム。東海理化電機製作所の音羽工場を拠点に活動。

## その他

### 郵便番号
- 5桁の頃は、町内全域が441-02であった。（豊川市の御油郵便局の集配区域で、音羽町内の郵便局は無集配局だった。）
- 7桁になってからは、萩には441-0201の番号が割り振られた。以下、赤坂が441-0202、長沢が441-0203、赤坂台が441-0204となっており、豊川市との合併後もこの番号が継続して用いられている。

### 電話番号
- 豊川市（三上町の一部を除く）と宝飯郡の市外局番が蒲郡市を含めて0533に統一される以前から、音羽町は御油の電話交換局の管轄だったため、音羽町と豊川市は市外局番も同じ(05338)で、相互に市内通話可能だった。音羽町にも豊川市西部と同じ7局、8局の市内局番が割り当てられ、現在も音羽町内では87,88の市内局番が主に使用されている。